# تارمو كينك
تارمو كينك (6 أكتوبر 1985 تالين إستونيا - ) هو لاعب كرة قدم إستوني، يلعب كمهاجم.

## وصلات خارجية
تارمو كينك على موقع الاتحاد الدولي (مؤرشف)  (الإنجليزية)
- تارمو كينك على موقع الاتحاد الأوربي (الإنجليزية)
- تارمو كينك على موقع اتحاد إستونيا (الإنجليزية)
- تارمو كينك على موقع اتحاد أوكرانيا (الإنجليزية)
- تارمو كينك على موقع قاعدة بيانات كرة القدم.إي يو (الإنجليزية)
- تارمو كينك على موقع ناشيونال فوتبول تيمز (الإنجليزية)
- تارمو كينك على موقع Soccerbase.com (لاعب) (الإنجليزية)
- تارمو كينك على موقع Soccerway.com (الإنجليزية)